# Thalespora appendiculata
Thalespora appendiculata är en svampart som beskrevs av Chatmala & E.B.G. Jones 2006. Thalespora appendiculata ingår i släktet Thalespora och familjen Halosphaeriaceae.   Inga underarter finns listade i Catalogue of Life.